# Ferdinando d'Aragona (1329)

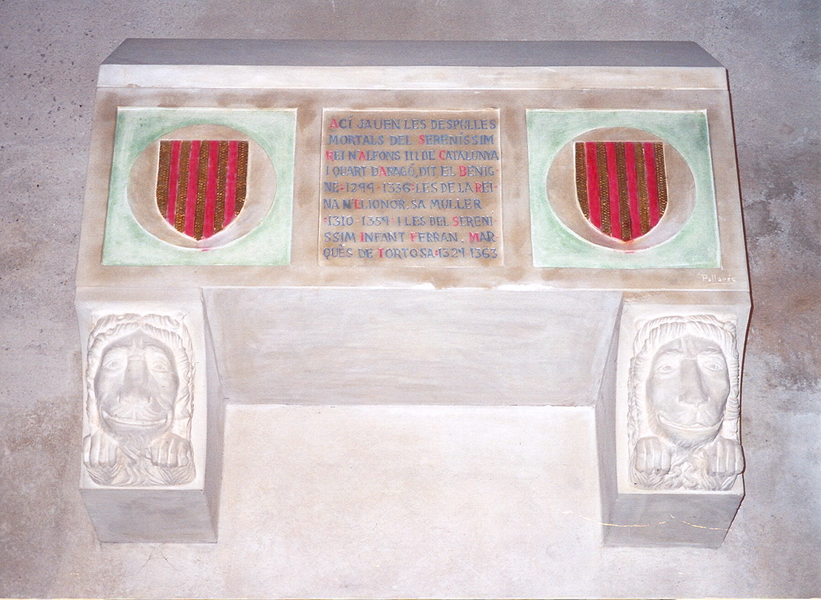
Sepolcro di Alfonso il Benigno nella cattedrale a Lérida, in cui è sepolto anche Ferdinando.

Ferdinando Alfonso di Aragona (Fernando o Fernán in spagnolo, in asturiano, in aragonese e in basco, Fernando o Fernão in portoghese e in galiziano e Ferran in catalano, Ferdinand in francese, in inglese, in tedesco e in fiammingo, Ferdinandus  in latino; 11 dicembre 1329 – Burriana, 16 luglio 1363) è stato marchese di Tortosa, poi revocato fatto signore di Albarracín e Fraga, dal 1333 circa alla sua morte.

## Origine
Figlio primogenito del re d'Aragona, di Valencia e di Sardegna, conte di Barcellona, di Urgell, di Empúries e delle altre contee catalane, Alfonso il Benigno e della sua seconda moglie, la principessa di Castiglia, Eleonora di Castiglia, la figlia del re di Castiglia, Ferdinando IV e di Costanza del Portogallo, che era già stata sposata col fratello di Alfonso IV, Giacomo d'Aragona (1296-1334), procuratore generale di Catalogna, che rifiutò di consumare il matrimonio con Eleonora, fuggendo il giorno del matrimonio, e rinunciando al suo diritto di pretendente al trono e si ritirò in monastero.

## Biografia
Secondo la Cronaca piniatense,  Ferdinando ed il fratello minore Giovanni (Ferrando…et el otro Don Joan) erano i due figli di Alfonso IV e Eleonora di Castiglia, precisando che Ferdinando era il marchese di Tortosa (Marques de Tortosa).
Nel 1331, dopo la nascita del fratello Giovanni, Alfonso dotò i due ultimogeniti, Ferdinando e Giovanni di una parte del regno di Valencia, confinante con la Castiglia; ma questo frazionamento del regno scontentò oltre che l'erede al trono, il figlio di primo letto, Pietro il Cerimonioso, anche i Valenzani che si opposero e che, nel 1333, approfittando che Alfonso e la sua corte si trovavano a Valencia, fecero su di lui una tale pressione (sostenendo che le donazioni erano contrarie ai loro fueros ed ai loro privilegi), che il re appellandosi all'ordinanza di suo padre, Giacomo II, che dichiarò il regno indivisibile, non fece più le donazioni ai due figli più giovani.
Su pressione della madre, Eleonora di Castiglia, suo padre lo nominò marchese di Tortosa, ma la nomina venne revocata poco dopo, per le proteste sempre di Pietro il Cerimonioso.
Allora Ferdinando venne insignito della signoria di Albarracín e Fraga.
Nell'ottobre-novembre del 1335, pochi mesi prima che Alfonso IV morisse, essendo già ammalato, la sua seconda moglie Eleonora, con i due bambini nati dal loro matrimonio, si rifugiarono nel regno di Castiglia, per paura di un'eventuale rappresaglia dell'erede al trono, il figlio di primo letto, Pietro il Cerimonioso.
Alla morte di Alfonso IV, nel gennaio 1336, Pietro ereditò tutti i domini della corona di Aragona, esclusa la contea di Urgell, che andò al fratello, Giacomo; Pietro revocò anche le proprietà di Ferdinando, che però gli furono riconsegnate, nel 1338, per non inimicarsi il regno di Castiglia in un momento in cui la penisola iberica era minacciata da una nuova invasione moresca.
In quegli anni, attorno al conte di Urgell, Giacomo, si era coagulato un movimento catalano di opposizione a Pietro IV, del quale Giacomo venne riconosciuto come guida, ed al quale, Ferdinando, rientrato nei possedimenti catalani, si era accostato.
Verso la fine dell'estate del 1347, Giacomo, nella riunione delle Cortes di Saragozza, riuscì a strappare alcuni compromessi a suo fratello, il re, Pietro IV.
Giacomo poco dopo (circa tre mesi), morì improvvisamente e si rumoreggiò che Giacomo fosse stato avvelenato.
Alla morte del fratellastro, Ferdinando, incoraggiato dallo zio, Alfonso XI di Castiglia, si mise a capo del movimento di protesta, e nei mesi successivi riuscì a sconfiggere gli alleati valenzani di Pietro IV il Cerimonioso e Pietro riconobbe il titolo di governatore del regno di Valencia a lui e alla sua discendenza.
Però nel luglio 1348, Ferdinando, sconfitto e ferito, fu costretto a riparare in Castiglia.
Il 3 febbraio 1354, a Évora, Ferdinando sposò Maria del Portogallo, figlia del re del Portogallo, Pietro I e di Costanza Manuel, figlia dello scrittore e uomo politico, Giovanni Emanuele di Castiglia (nipote di Alfonso X di Castiglia) e di Constanza d'Aragona (1300-1327), figlia del re d'Aragona Giacomo II.
Pietro IV lo richiamò in Aragona, nel 1357, nominandolo Procuratore Generale.
Ma durante la guerra dei due Pietri, tra il fratellastro Pietro IV il Cerimonioso e il cugino Pietro il Crudele, Ferdinando, che aspirava al trono di quest'ultimo, si dimostrò un alleato del tutto fastidioso per Pietro IV.
Infine, proprio per ordine di Pietro IV fu assassinato, nel 1363.

## Discendenza
Ferdinando da Maria non ebbe  figli.

## Ascendenza
|                            |                        |                        | Genitori                       |  |  | Nonni |  |  | Bisnonni             |  |  | Trisnonni           |  |
|                            |                        |                        |                                |  |  |       |  |  | Pietro III d'Aragona |  |  | Giacomo I d'Aragona |  |
|                            |                        |                        |                                |  |  |       |  |  | Pietro III d'Aragona |  |  | Giacomo I d'Aragona |  |
|                            |                        | Iolanda d'Ungheria     |                                |  |  |       |  |  | Pietro III d'Aragona |  |  |                     |  |
| Giacomo II di Aragona      |                        |                        |                                |  |  |       |  |  | Pietro III d'Aragona |  |  |                     |  |
|                            |                        | Costanza di Sicilia    | Manfredi di Sicilia            |  |  |       |  |  |                      |  |  |                     |  |
|                            |                        | Costanza di Sicilia    | Manfredi di Sicilia            |  |  |       |  |  |                      |  |  |                     |  |
|                            |                        | Costanza di Sicilia    | Beatrice di Savoia             |  |  |       |  |  |                      |  |  |                     |  |
| Alfonso IV di Aragona      |                        | Costanza di Sicilia    |                                |  |  |       |  |  |                      |  |  |                     |  |
|                            |                        | Carlo II d'Angiò       | Carlo I d'Angiò                |  |  |       |  |  |                      |  |  |                     |  |
|                            |                        | Carlo II d'Angiò       | Carlo I d'Angiò                |  |  |       |  |  |                      |  |  |                     |  |
|                            |                        | Carlo II d'Angiò       | Beatrice di Provenza           |  |  |       |  |  |                      |  |  |                     |  |
| Bianca di Napoli           |                        | Carlo II d'Angiò       |                                |  |  |       |  |  |                      |  |  |                     |  |
|                            |                        | Maria Arpad d'Ungheria | Stefano V d'Ungheria           |  |  |       |  |  |                      |  |  |                     |  |
|                            |                        | Maria Arpad d'Ungheria | Stefano V d'Ungheria           |  |  |       |  |  |                      |  |  |                     |  |
|                            |                        | Maria Arpad d'Ungheria | Elisabetta dei Cumani          |  |  |       |  |  |                      |  |  |                     |  |
| Ferdinando d'Aragona       |                        | Maria Arpad d'Ungheria |                                |  |  |       |  |  |                      |  |  |                     |  |
|                            | Sancho IV di Castiglia | Alfonso X di Castiglia |                                |  |  |       |  |  |                      |  |  |                     |  |
|                            | Sancho IV di Castiglia | Alfonso X di Castiglia |                                |  |  |       |  |  |                      |  |  |                     |  |
|                            | Sancho IV di Castiglia | Violante d'Aragona     |                                |  |  |       |  |  |                      |  |  |                     |  |
| Ferdinando IV di Castiglia | Sancho IV di Castiglia |                        |                                |  |  |       |  |  |                      |  |  |                     |  |
|                            |                        | Maria di Molina        | Alfonso di Molina              |  |  |       |  |  |                      |  |  |                     |  |
|                            |                        | Maria di Molina        | Alfonso di Molina              |  |  |       |  |  |                      |  |  |                     |  |
|                            |                        | Maria di Molina        | Mayor Téllez de Meneses        |  |  |       |  |  |                      |  |  |                     |  |
| Eleonora di Castiglia      |                        | Maria di Molina        |                                |  |  |       |  |  |                      |  |  |                     |  |
|                            |                        | Dionigi del Portogallo | Alfonso III del Portogallo     |  |  |       |  |  |                      |  |  |                     |  |
|                            |                        | Dionigi del Portogallo | Alfonso III del Portogallo     |  |  |       |  |  |                      |  |  |                     |  |
|                            |                        | Dionigi del Portogallo | Beatrice di Castiglia e Guzmán |  |  |       |  |  |                      |  |  |                     |  |
| Costanza del Portogallo    |                        | Dionigi del Portogallo |                                |  |  |       |  |  |                      |  |  |                     |  |
|                            |                        | Isabella d'Aragona     | Pietro III d'Aragona           |  |  |       |  |  |                      |  |  |                     |  |
|                            |                        | Isabella d'Aragona     | Pietro III d'Aragona           |  |  |       |  |  |                      |  |  |                     |  |
|                            |                        | Isabella d'Aragona     | Costanza II di Sicilia         |  |  |       |  |  |                      |  |  |                     |  |
|                            |                        | Isabella d'Aragona     |                                |  |  |       |  |  |                      |  |  |                     |  |